# Roger Kacou
Roger Kacou est un homme politique et diplomate ivoirien né en 1953. Il est originaire de Moossou et a été ministre du Tourisme de la République de Côte d’Ivoire de novembre 2012 à janvier 2017.

## Biographie

### Origine et formation
Né en 1953 et originaire de Moussou, Roger Kacou à pour père Alcide Kacou, un ancien ministre des Travaux publics sous la gouvernance de Félix Houphouët-Boigny. Après ses études à l’Université d’Abidjan où il obtient une maitrise en sciences économiques, il part aux États-Unis pour faire une maitrise en administration hôtelière de la Cornell School of Hotel Administration à Ithaca (New-York),.

### Expérience professionnelle
Roger Kacou a longtemps travaillé dans le domaine de l'hôtellerie et du tourisme. Il dirige d'abord l'Hôtel Ivoire d'Abidjan entre 1980 et 1990,. Ensuite, de passage au Kenya, il est directeur général de l’Hôtel Intercontinental de Nairobi. Plus tard, il assure le développement du groupe Blue City Company à Oman en qualité de membre de l’équipe exécutive. Puis enfin, il occupe la fonction de vice-président Afrique de la chaîne Mövenpick Hotels & Resorts,.

### Carrières politique et diplomatique
En novembre 2012, Roger Kacou intègre le gouvernement ivoirien en tant que ministre du Tourisme. Poste qu’il occupe jusqu’en janvier 2017. Quelques mois plus tard, en décembre 2017, il est nommé ambassadeur de Côte d’Ivoire en Autriche et demeure à ce poste jusqu’au 30 septembre 2022. Dans la même période, il occupe les fonctions de représentant permanent de la Côte d’Ivoire auprès des Nations Unies et des organisations internationales à Vienne, puis de président du groupe des ambassadeurs francophones de Vienne.